# Ola Wong
Ola Rui-La Wong (kinesiska: 王瑞来?, pinyin: Wáng Ruì Lái), född den 6 januari 1977 i Borås, är en svensk författare, journalist och Kinakännare med kinesiska rötter. Han har tidigare varit utrikeskorrespondent för Svenska Dagbladet i Kina, och är sedan 2019 kulturredaktör på nättidskriften Kvartal.
Wong var sommarvärd i P1 den 20 juli 2020.

## Biografi
Wong föddes 1977 i Borås. Hans mors bakgrund var rumänientyskar. Morfadern kom från ett flyktingläger i Österrike till Sverige och Karlskrona. Resten av familjen, fru och fyra barn, kom 1948. Vid studier i Hongkong träffade hon Wongs far, vars släkt är kinesisk. Båda hans föräldrar var lärare. Han växte upp i samhällen som Rydboholm och Torestorp.
Under ett tiotal år var Wong bosatt i Shanghai i Kina, där han bland annat verkade som utrikeskorrespondent för Svenska Dagbladet. Under sin tid i Kina var han även bland annat vice ordförande för Shanghai Foreign Correspondents Club.
Wong skrev tidigare för Svenska Dagbladet. Wong har berättat att när han började skriva om kulturfrågor ville arbetsgivaren skriva in i hans kontrakt att han inte skulle uttala sig i kulturdebatten överhuvudtaget. Sedan 2019 är Wong istället kulturredaktör på nättidskriften Kvartal.
I sitt sommarprogram i juli 2020 beskrev han den stora frustration han upplevde under flyktingkatastrofen hösten 2015, där han "blev tokig på en kultur som gjorde att så många som hade som jobb att tala om risker och problematisera inte gjorde det" vilket bidrog till att han fick söka psykiatrisk vård för utmattningssymptom. Han har därefter frispråkigt beskrivit sitt missnöje med konsensuskultur, symbolpolitik och även mediernas robotar för att räkna könsbalans.

## Priser och utmärkelser
- Föreningen Grävande Journalisters pris Årets grävling 2001
- Årets miljöjournalist 2004
- Röda korsets journalistpris 2007 (tillsammans med Jörgen Huitfeldt och Thella Johnson)[9]
- Stora radiopriset i kategorin Årets public service 2007 (tillsammans med Jörgen Huitfeldt och Thella Johnson)
- Guldspaden 2011 tillsammans med Jan Almgren och Jonas Fröberg för granskningen av Invest Sweden.[10]